# 5082 Nihonsyoki
5082 Nihonsyoki este un asteroid din centura principală, descoperit pe 18 februarie 1977, de Hiroki Kosai și Kiichiro Hurukawa.